# Kiriákosz Papadópulosz
Kiriákosz Papadópulosz (görögül: Κυριάκος Παπαδόπουλος) (Kateríni, Görögország, 1992. február 23. –) görög labdarúgóhátvéd, jelenleg a német első osztályban szereplő Hamburger SV és a görög válogatott játékosa.

## Pályafutása

### Olimbiakósz
Papadópulosz 2005-ben került az Olimbiakósz ifiakadémiájára, majd 2007-ben került fel az első csapathoz. 2007. december 2-án, egy Atrómitosz elleni bajnokin mutatkozott be, ezzel 15 évesen és 9 hónaposan ő lett a görög élvonal valaha volt legfiatalabb játékosa. Leülhetett a cserepadra a Real Madrid és a Lazio elleni Bajnokok ligája mérkőzéseken, de nem jutott játéklehetőséghez. Ha pályára küldték volna, a BL-ben is ő lett volna a legfiatalabb. 2008 szeptemberében meghosszabbította szerződését a klubbal.

### Schalke 04
A szuper tehetségnek kikiáltott fiatal hátvédnek több komoly kérője is akadt, végül 2010 nyarán a német első osztályú Schalke 04 igazolta le 2 millió euró ellenében. Augusztus 21-én, a Hamburger SV ellen debütált új klubjában, a Bundesligában. Első idényében eleinte inkább a cserepadról szállt be, de tavaszra sikerült bejátszania magát a kezdőcsapatba, ahol elsősorban mint védekező középpályás szerepelt. A királykékekkel egészen a BL-elődöntőig jutott, illetve a Duisburg elleni 5-0-s győzelemmel megnyerték a német kupát. Nem sokkal ezután a Dortmund ellen a szuperkupát is elhódították. A következő idényben, még mindig csak 19 évesen már a Schalke alapemberének számított, ekkor már a védelem tengelyében szerepelt. 2011. december 17-én első Bundesliga-gólját is megszerezte, a Werder Bremen ellen. 2012 novemberében súlyos térdsérülést szenvedett, amely miatt majdnem egy teljes évet ki kellett hagynia. 2013 decemberében, egy Freiburg elleni bajnokin tért vissza. Ám ekkor már nem számoltak vele, az idény második felében 4 mérkőzésen összesen 80 percet kapott.

### Bayer Leverkusen
A létszámon felülivé váló Papadópuloszra a Schalke egyik riválisa, a védőhiánnyal küzdő Bayer Leverkusen csapott le és 2014 nyarán kölcsönvették a királykékektől. Bár az idény felében egy visszatérő váll problémával küszködött, egészségesen a kezdő csapatban kapott helyet. 2014 októberében a Zenit Szentpétervár ellen megszerezte első BL-gólját, majd ugyancsak ebben a hónapban a Magdeburg elleni német kupa mérkőzés 116. percében neki sikerült egalizálnia. Ezután tizenegyesrúgással a Bayer jutott tovább. Nyáron a gyógyszergyáriak 6,5 millió euró ellenében végleg leigazolták. A következő szezonban eleinte a kezdőcsapatban kapott helyet, de szép lassan harmadik számú belső védővé vált Toprak és Tah mögött. 2016 márciusában ínszalag-szakadást szenvedett, ami miatt ismét jelentős időt kényszerült kihagynia.

## Válogatott
Papadópulosz 2011. június 4-én, Málta ellen mutatkozott be a görög válogatottban, és első gólját is belőtte a meccsen. Bekerült a 2012-es Európa-bajnokságra utazó keretbe. Az Eb-n névrokona, Avraám Papadópulosz sérülése után a kezdőcsapatba került, és a negyeddöntőig jutó görög csapat mindegyik mérkőzését végigjátszotta. A 2014-es világbajnokságon váll-sérülése miatt nem vett részt.

### Válogatott góljai
| #  | Időpont             | Helyszín                                    | Ellenfél     | Gólok | Eredmény | Kiírás               |
| -- | ------------------- | ------------------------------------------- | ------------ | ----- | -------- | -------------------- |
| 1. | 2011. június 4.     | Karaiszkákisz Stadion, Pireusz, Görögország | Málta        | 2-0   | 3-1      | 2012-es Eb-selejtező |
| 2. | 2011. szeptember 6. | Skonto Stadion, Riga, Lettország            | Lettország   | 1-1   | 1-1      | 2012-es Eb-selejtező |
| 3. | 2012. május 31.     | Kufstein Arena, Kufstein, Ausztria          | Örményország | 1-0   | 1-0      | Barátságos mérkőzés  |
| 4. | 2012. augusztus 15. | Ullevaal Stadion, Oslo, Norvégia            | Norvégia     | 0-2   | 2-3      | Barátságos mérkőzés  |

## Sikerei, díjai

### Klubcsapatban

#### Olimbiakósz
- Görög bajnok: 2007/08, 2008/09
- Görög kupagyőztes: 2008, 2009
- Görög szuperkupagyőztes: 2007

#### Schalke 04
- Német kupagyőztes: 2011
- Német szuperkupagyőztes: 2011